# 웨이하이 전투
웨이하이 전투는 청일 전쟁 후기에 일어난 일본군과 청군의 지상전과 해전으로 일본군이 23일간에 걸쳐 웨이하이 요새를 포위해 공격한 끝에 승리했으며 전투 중 1895년 1월 31일 ~ 2월 1일 사이에는 기온이 영하 26도까지 떨어졌다.

## 배경
오야마 이와오와 사쿠마 중위의 지휘 아래 일본 육군 제2사단은 센다이에서 온 주력 병력과 구마모토에서 온 6개 여단, 여순에 주둔하고 있는 12개 여단으로 구성되어 1895년 1월 20일 ~ 1월 24일 구로키 다메모토의 중장의 지휘로 산둥성 지롱창에 무혈 상륙한다.
당시 황해 해전과 여순 전투의 여파로 북양함대의 남은 잔류 함정들은 웨이하이 해군 기지에서 수리하며 부대를 재편성하고 있었다.

## 전투 과정

### 지상전
일본군은 12개의 요새에 68 포병 부대와 마을에서 2000m 떨어져서 추가 지원을 할 수 있는 북양함대의 격렬한 저항에 직면하고 이 경로를 따라 마을을 차례차례 함락시킨다.

이토 스케유키 제독에게 항복하는 청군을 묘사한 미즈노 토시카타의 우키요에

2월 1일에는 오데라 장군이 이끄는 부대가 한 버려진 마을의 요새에서 9시간에 걸쳐 전투를 벌여 2월 2일 함락시켰다.

### 해전
웨이하이의 기지에는 15척의 북양함대의 함정들이 주둔하고 있었는데 이들은 철갑함이자 기함인 정원과 진원과 어뢰정 13척으로 구성되어 있었다.
이에 일본제국 해군은 25척의 함정과 16척의 어뢰정으로 대항해 다른 요새에서 해군 기지를 내려다 볼 수 있는 위치에서 화력 지원을 하도록 연락 할 수 있었다.
그때 일본군 해군을 이끌던 이토 스케유키 제독은 북양 함대의 제독 정여창과 개인적으로 친분을 가진 사이였다. 전투 전 이토 제독을 정여창 제독에게 불필요한 희생과 패배를 막기 위해 협상을 하도록 권유했으나 정여창은 이를 거절하고 끝까지 싸우기를 결정했다.
2월 7일 일본군 해군은 일련의 공격을 하여 일본군 어뢰정의 공격으로 철갑함 진원과 다른 3척의 선박이 침몰하고 옌타이 시로 탈출을 시도하던 13척의 청군 어뢰정들이 6척의 일본군 어뢰정의 공격으로 침몰하고 일본군은 나머지 7척의 함정을 점령했다.
2월 9일 칭 옌도 침몰하고 2월 12일 정여창은 항복을 선언했다. 이때 청나라와 외국의 군사 고문은 웨이하이 주변 해역에서 군대와 민간인들이 방해받지 않고 항해하도록 요구해야 한다고 제안했다.

## 결과 및 영향
정여창은 2월 13일 밤 2시에 일본으로 정치적 망명하라는 이토의 개인적 요구를 거부하고 자살했으며 그의 부하 리우 제독도 군함을 폭파시키고 음독 자살했으며 또한 웨이하이 섬 요새를 지키던 창 장군도 같은 날 저녁에 자살했다.
이토 제독은 스코틀랜드 출신의 해군 중장 존 맥클루어와 함께 협상을 완료하고 기함 정원을 포함한 6척의 남은 청군 함선을 해체하면서 일본군은 발해 만의 북양 함대를 모두 전멸시켜 버렸다.

이 전투는 청일 전쟁의 마지막 주요 전투로 꼽히고 있으며 이후 영구 전투를 거쳐 시모노세키 조약으로 청일 전쟁은 일본군의 승리로 종결된다.

## 참고 자료
- Chamberlin, William Henry. Japan Over Asia, 1937, Little, Brown, and Company, Boston, 395 pp.
- Jane, Fred T.The Imperial Japanese Navy (1904)
- Kodansha Japan An Illustrated Encyclopedia, 1993, Kodansha Press, Tokyo ISBN 4-06-205938-X
- Lone, Stewart. Japan's First Modern War: Army and Society in the Conflict with China, 1894-1895, 1994, St. Martin's Press, New York, 222 pp.
- Paine, S.C.M. The Sino-Japanese War of 1894-1895: Perception, Power, and Primacy, 2003, Cambridge University Press, Cambridge, MA, 412 pp.
- Warner, Dennis and Peggy. The Tide At Sunrise, 1974, Charterhouse, New York, 659 pp.
- Wright, Richard N. J.The Chinese Steam Navy 1862-1945, 2000 Chatham Publishing, London, ISBN 1-86176-144-9